# Залах (река)
Залах (нем. Saalach, другие названия нем. Spielbach, Saalach-Bach, Salzburgische Saale) — река в Германии и Австрии, речной индекс 1866. Площадь бассейна реки составляет 1161,43 км². Длина реки 103 км. Высота истока 2000 м. Высота устья 408 м. Перепад высоты 1770 м. Является восточной границей Баварских Альп.

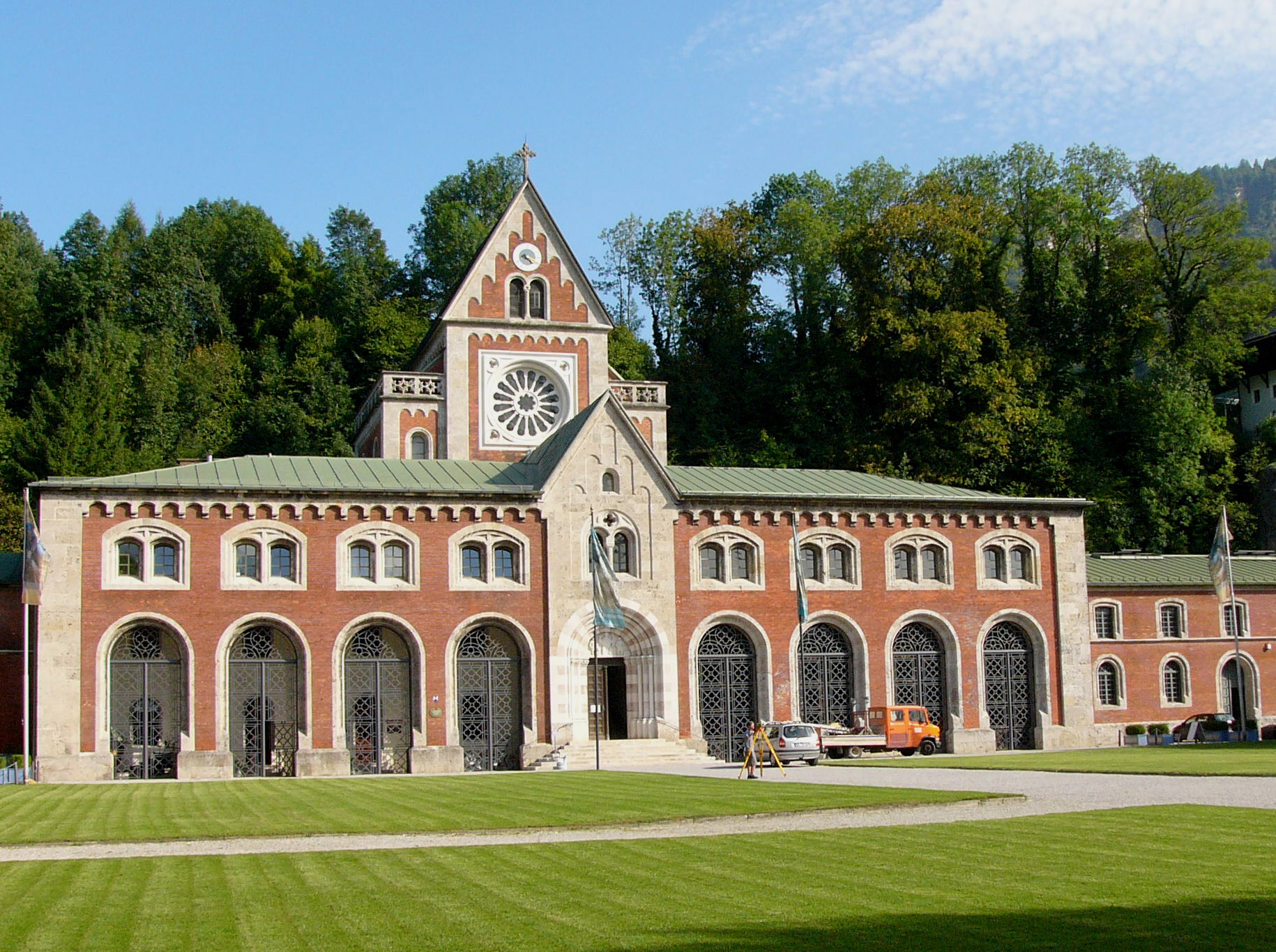
Старая солеварня

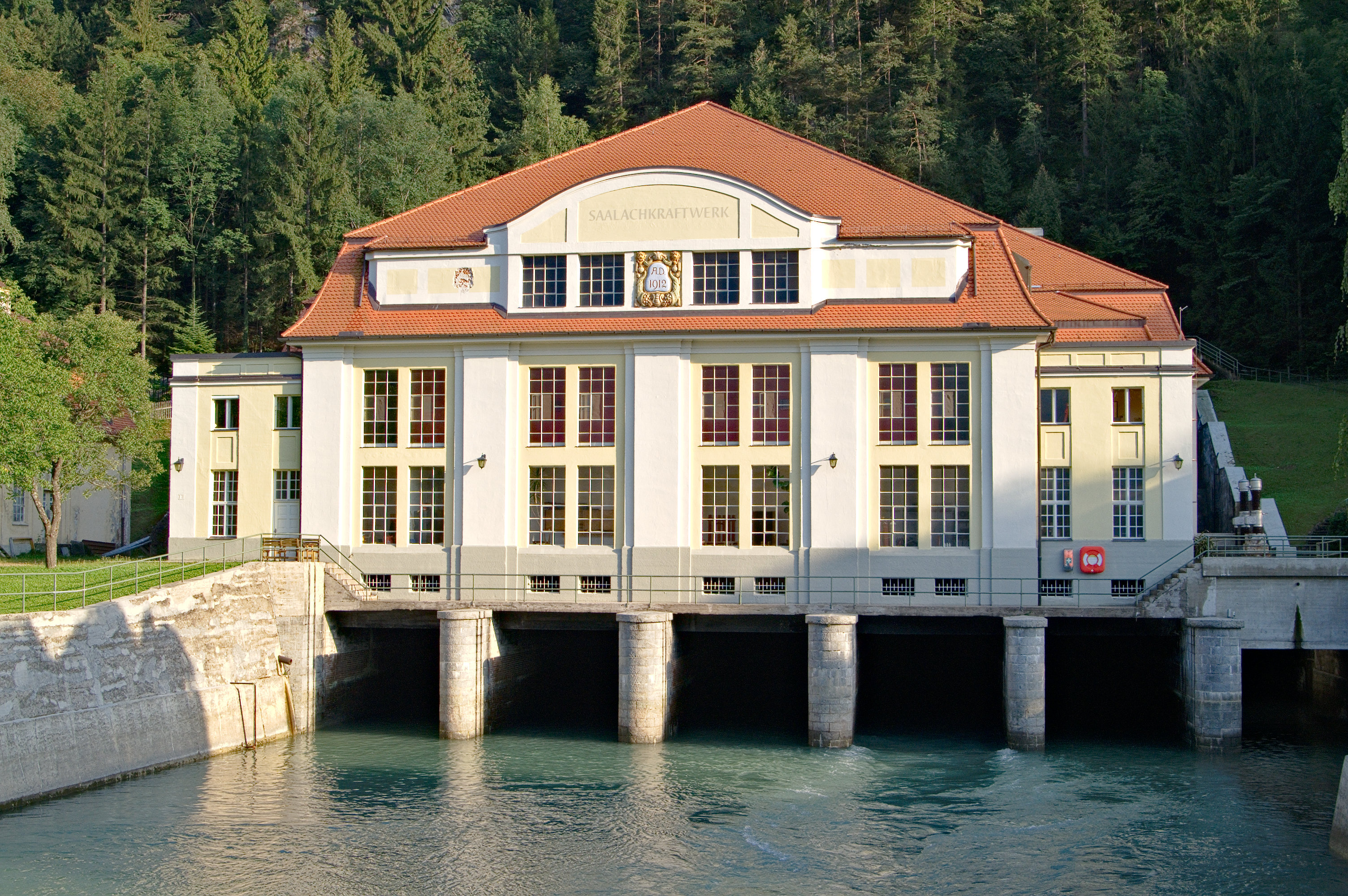
Электростанция

В окрестностях Бад-Райхенхалля, расположенного в долине Залаха, находится издавна известное месторождение соли. В так называемой Старой солеварне (нем. Alte Saline), построенной в 1840 году, соль добывалась вплоть до 1926 года. Для работы солеварни использовался лес, сплавляемый по Залаху из Австрии. После закрытия старой солеварни в ней открылся музей соли. В дальнейшем была построена новая солеварня, для работы которой используется энергия райхенхаллской ГЭС.